# Okablowanie strukturalne
Okablowanie strukturalne – system uniwersalnego okablowania telekomunikacyjnego przewidziany do szerokiej gamy zastosowań. Umożliwia on tworzenie sieci komputerowych lub dołączanie telefonów i innych urządzeń pracujących w sieci.
System okablowania strukturalnego to produkt złożony z wielu komponentów (kabli, elementów połączeniowych, elementów dopasowujących, i innych) spełniających wymagania określonych norm, służących do budowy pasywnej infrastruktury kablowej niezależnej od specyficznych zastosowań.

## Budowa systemu
Zwykle do okablowania używa się skrętki 4-parowej, kabla koncentrycznego (Coax) o impedancji 75 Ω lub światłowodów.
Elementy okablowania strukturalnego i ich funkcje:
1. Okablowanie pionowe – światłowody lub kable miedziane przeznaczone do łączenia z siecią. Przeważnie stosowane w pionach kablowych budynków,
2. Okablowanie poziome – połączenie punktu gniazda abonenckiego z punktem rozdzielczym,
3. Punkty rozdzielcze – punkt centralny okablowania w topologii gwiazdy,
4. Gniazda abonenckie – urządzenia odbiorcze, przystosowane do przenoszenia sygnałów. Przeważnie stosuje się 2 gniazda 8P8C,
5. Połączenie systemowe – połączenie okablowania strukturalnego z systemami komputerowymi,
6. Połączenia międzybudynkowe – do łączenia segmentów sieci znajdujących się w różnych budynkach, często nazywane okablowaniem pionowym między budynkami lub okablowaniem kampusowym.

## Warunki
Projektując sieć komputerową i telekomunikacyjną należy się kierować pewnymi zasadami, które są przedstawione w normach: 
- w każdym pomieszczeniu muszą znajdować się gniazda abonenckie tak, aby można przenieść stanowisko komputerowe w odpowiednie miejsce,
- na każde 10 m² powierzchni biurowych powinny się znajdować 2 gniazda RJ-45 i specjalne gniazdo elektryczne, które będzie w stanie zasilić stację roboczą.

## Rodzaje okablowania
- 10BASE2 – kabel koncentryczny (tzw. "cienki Ethernet"). Odległość 185 m, przepustowość 10 Mbit/s
- 10BASE5 – kabel koncentryczny (tzw. "gruby Ethernet"). Odległość 500 m, przepustowość 10 Mbit/s
- 10Base-T – "skrętka", odległość 100 m, przepustowość 10 Mbitów/s
- 100BASE-TX – "skrętka", odległość 100 m, przepustowość 100 Mbit/s
- 1000BASE-T – "skrętka", aby przesłać strumień danych z przepustowością 1000 Mbit/s przez okablowanie kategorii 5 jest on dzielony na cztery strumienie po 250 Mbit/s każdy i przesyłany czterema parami jednocześnie w jednym kierunku. Możliwa jest transmisja w przeciwną stronę na tej samej zasadzie. Wymaga, aby każde urządzenie posiadało cztery moduły nadawczo-odbiorcze.

Przesłanie tego samego strumienia poprzez okablowanie kategorii 6 następuje w nieco inny sposób, otóż dwie pary przesyłają z przepustowością 1000 Mbit/s w jedną stronę, pozostałe dwie w przeciwną. Tego typu transmisja pozwala na uproszczenie urządzeń, gdyż każde jest wyposażone w dwa moduły nadawcze i dwa moduły odbiorcze.
Rodzaje okablowania wykorzystującego światłowody:
- 10BASE-F – światłowód, przepustowość 10 Mbit/s
- 100BASE-FX – światłowód, przepustowość 100 Mbit/s
- 1000BASE-FX/LX/SX – światłowód, przepustowość 1000 Mbit/s

## Zastosowanie okablowania strukturalnego
- sieci komputerowe,
- sieci telekomunikacyjne (telefony),
- CCTV – telewizja przemysłowa,
- instalacje alarmowe,
- inteligentne sterowanie urządzeniami,
- BMS – inteligentne budynki.

## Normy okablowania strukturalnego
- amerykańskie: EIA/TIA-568-A i EIA/TIA-568-B – najpopularniejsze i przyjęte na całym świecie,
- międzynarodowe: ISO/IEC 11801,
- europejskie: EN 50173 (EN 50174),
- polskie: PN-EN 50173 (PN-EN 50174).

## Klasy i kategorie okablowania strukturalnego
Zestawienie zdefiniowanych klas łącza (ang. link) oraz wymaganych kategorii okablowania i złączy dla danej klasy:
- klasa A – realizacja usług telefonicznych z pasmem częstotliwości do 100 kHz;
- klasa B – okablowanie dla aplikacji głosowych i usługa terminalowa z pasmem częstotliwości do 1 MHz;
- klasa C (kategoria 3) – typowe techniki sieci lokalnych LAN wykorzystujące pasmo częstotliwości do 16 MHz;
- klasa D (kategoria 5) – przeznaczona dla szybkich sieci lokalnych, obejmuje aplikacje wykorzystujące pasmo częstotliwości do 100 MHz;
- klasa E (kategoria 6) – projekt stanowiący najnowsze (1999 r.) rozszerzenie ISO/IEC11801/ TIA obejmuje okablowanie, którego parametry są określane do częstotliwości 250 MHz;
- klasa EA (kategoria 6A) – obejmuje okablowanie, którego parametry są określane do częstotliwości 500 MHz;
- klasa F (kategoria 7) – projekt (1999 r.) dla aplikacji wykorzystujących pasmo do 600 MHz, wykorzystuje najczęściej złącze GG45 (kompatybilne wstecz z 8P8C) lub TERA;
- klasa FA (kategoria 7A) – obejmuje okablowanie, którego parametry są określane do częstotliwości 1000 MHz, wykorzystuje najczęściej złącze ARJ45.

W przypadku centrów danych (serwerowni) zdefiniowane zostały nowe klasy pozwalające na połączenia o długości do 30–36 metrów:
- klasa I (kategoria 8.1) – wykorzystuje pasmo do 2000 MHz i okablowanie typu U/FTP lub F/UTP, jest wstecznie kompatybilna z klasą EA, tj. wykorzystuje złącza 8P8C, wprowadzona normą ANSI/TIA 568-C.2-1,
- klasa II (kategoria 8.2) – wykorzystuje pasmo do 2000 MHz i okablowanie typu F/FTP lub S/FTP, współdziała z klasą FA, tj. wykorzystuje złącza GG45 i TERA, wprowadzona normą ANSI/TIA 568-C.2-1.